# 红胸山鹧鸪
红胸山鹧鸪（学名：Arborophila mandellii）为雉科山鹧鸪属的鸟类。分布于锡金、不丹、印度以及中国大陆的西藏等地，一般栖息于稠密的常绿树林。该物种的模式产地在不丹。